# Grotta della Vipera
La grotta della Vipera è un ipogeo funerario romano che si trova nel viale Sant'Avendrace, nella necropoli di Tuvixeddu, a Cagliari.

## Storia
Venne costruito dal romano Lucio Cassio Filippo in onore di sua moglie, la matrona Atilia Pomptilla, nel II secolo.
In base alle iscrizioni metriche latine e greche incise sulle pareti del pronao (CIL X 7563-7578, oggi scarsamente leggibili o distrutte), si può ricostruire la vicenda dei due coniugi, esiliati in Sardegna: Atilia sarebbe morta dopo aver offerto in voto agli dei la propria vita in cambio di quella dell'amato. 
(Traduzione dell'iscrizione in lingua greca dal sepolcro)
Questo monumento è stato salvato dal generale e studioso Alberto Della Marmora, che durante i lavori di costruzione della strada reale Cagliari-Porto Torres nel 1822 ne impedì la distruzione, come era avvenuto per una tomba li vicino (sono ancora visibili nella parete rocciosa i fori per le mine, poi rimasti inutilizzati).

## Descrizione
La tomba, decorata all'esterno da una facciata con due colonne (ne è superstite un capitello) e frontone, è composta da un pronao e due camere funerarie.
Nella decorazione del frontone, accanto ai girali fioriti che simboleggiano la iuno di Atilia, si possono notare due serpenti, simbolo del genius di Cassio Filippo: da essi deriva il nome popolare di grotta della Vipera.

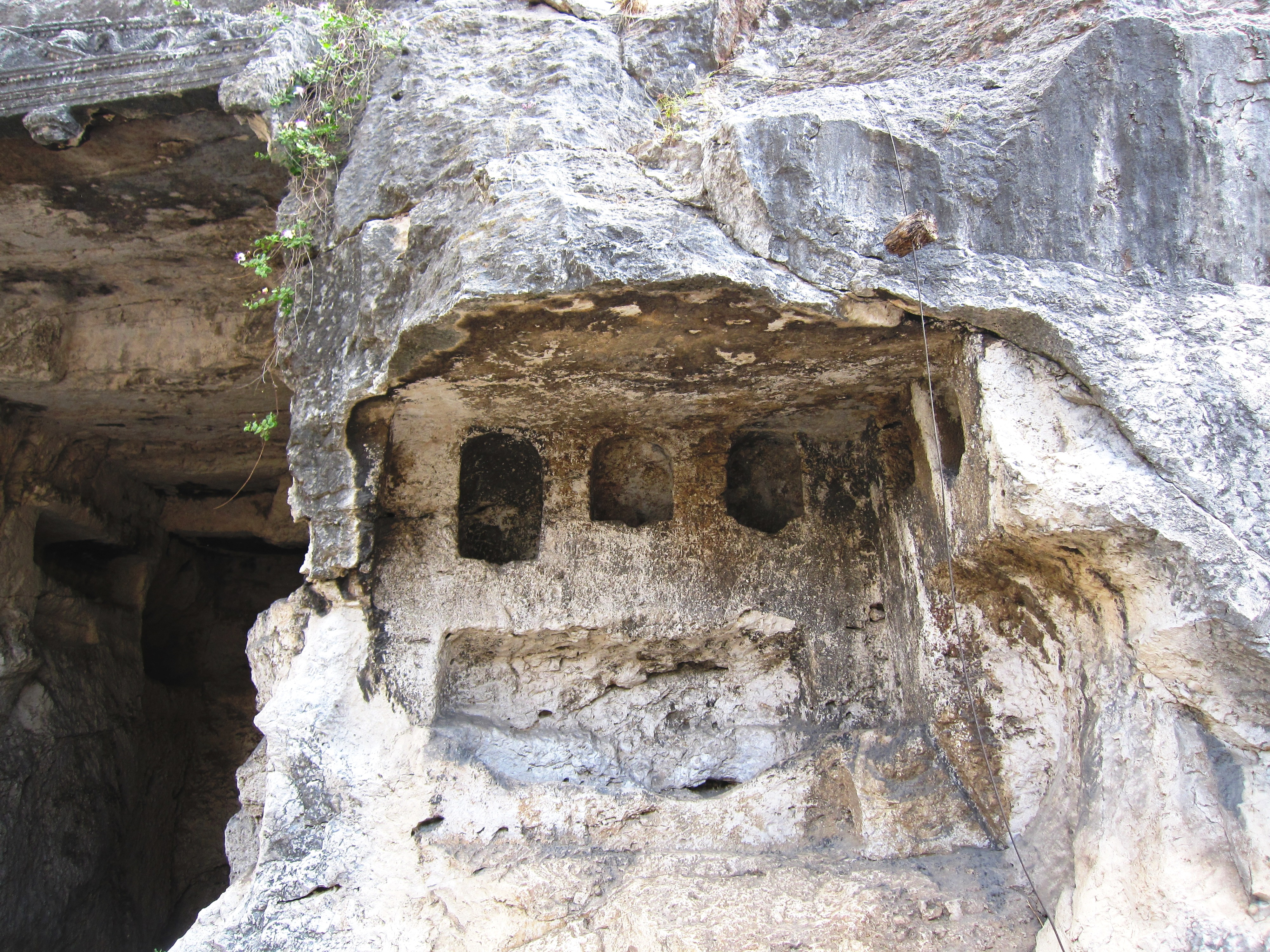
Particolare

L'accesso alla grotta della Vipera è consentito al pubblico, che può osservare la tomba dal cortile esterno.